# 里見村 (群馬県)
里見村（さとみむら）は、群馬県の西部、碓氷郡に属していた村。

## 地理
- 山岳：石尊山
- 河川：烏川

## 「里見郷」の由来
「里見村誌」によれば、「里見郷」の由来と伝承されているものは二つあるとしている。
- 景行天皇の26年頃（97年）、東国平定を終えて、日本武尊一行が吾嬬山から峰づたいに密林地帯を幾日も困難を極めた征旅を続け、今の里見連山の峰づたいに差し掛かった時、人家や田畑をはるか東方に見えたので思わず「小里見えたり」と一行大いに喜んだ。これを伝え聞いた里人は里を「里見」と称するようになった。
- 豊城入彦命の子孫に「佐太の臣」と称する人があって、この地に居を構えた。その名「サタノオミ」が段々変って「サトミ」となった。

しかし、両説とも伝承の域を超えず、はっきりしない。おそらく「里見郷」の由来は、中世この地の地頭職であった里見氏から名づけられたものであるともいえるし、又里見に住して里見姓を名乗ったともいえると「里見村誌」は結論付けている。

## 歴史
- 1889年（明治22年）4月1日 町村制施行により、上里見村、中里見村、下里見村、上大島村が合併し碓氷郡里見村が成立する。
- 1890年（明治23年）里見村役場新築
- 1892年（明治25年）神山下町の火災（全焼7軒、半焼二軒）
- 1893年（明治26年）明治26年霜害（碓氷郡誌によると、5月郡内一般に大霜、桑園の10分の9までは全滅の惨状で、養蚕家救援金の臨時支出が行なわれる。）
- 1896年（明治29年）明治29年霜害（碓氷郡誌によると、桑園81町8反歩が被害を蒙る。）
- 1898年（明治31年）根岸の大火（全焼11軒）
- 1900年（明治33年）里見村役場移転
- 1909年（明治42年）電報取扱開始（室田郵便局）
- 1910年（明治43年）8月明治43年の水害（関東大水害)死者行方不明11名、流出家屋25戸、倒壊家屋102戸
- 1918年（大正7年） 烏川水力電気株式会社里見発電所が開業する。
- 1919年（大正8年） 里見軌道株式会社が設立される。
- 1922年（大正11年）神山地区電話架設（交換局は室田郵便局）
- 1927年（昭和2年）昭和2年霜害（里見村内の桑園のうち、約7割が被害を蒙る。）
- 1933年（昭和8年）4月1日里見郵便取扱所設置
- 1935年（昭和10年）神山町（現上里見町）裏線道路竣工
- 1935年（昭和10年）9月昭和10年の大水害（土石流発生）死者行方不明8名、流出家屋23戸、倒壊家屋135戸
- 1937年（昭和12年）里見村役場庁舎新築、5月移転
- 1940年（昭和15年）12月1日里見郵便取扱所が里見郵便局に昇格
- 1945年（昭和20年）忠霊塔建設
- 1947年（昭和22年）4月10日新学制により、里見中学校を創立する。
- 1948年（昭和23年）里見中学校校舎新築
- 1950年（昭和25年）下里見郵便取扱所設置
- 1954年（昭和29年）「里見の大梨（ナシ）」県指定天然記念物となる。
- 1955年（昭和30年）2月1日 群馬郡室田町と合併し群馬郡榛名町となる。

## 神社仏閣
- 春日神社 (高崎市)
- 浅間神社
- 郷見神社
- 満行神社
- 光明寺
- 常福寺
- 泉福寺
- 東光寺

## 遺跡遺物と文化財
- 古墳 中里見町から丘陵地帯に60あまり点在する。
- 里見城址（里見村大字下里見小字古城） 新田義貞を輩出した新田氏の流れを汲む里見義俊が居を構えた。
- 雉郷城址（城山） 大字中里見緒の毛山頂 箕輪城上野長野氏に属し、永禄年間に武田信玄の上州攻略により激しく戦ったが落城、以後廃城となった。
- 上里見城址（神山陣屋） 寛延元年（1748年）8月から明和4年（1767年）閏9月28日まで上里見藩が置かれた。
- 廃寺址（以下、四寺）
- 安養寺（現上大島公会堂） 新義真言宗。本尊は阿弥陀如来。明治23年の夏落雷により出火全焼した。
- 万福寺（下里見字宮谷戸） 天台宗で光明寺末寺。本尊は大日如来。
- 竜門寺（上里見神山町南裏）上里見藩城主の菩提寺であったという。黄檗宗 。本尊は観世音菩薩。
- 普門寺（上里見神山上町北裏） 示現山観音院普門寺という。天台宗で本尊は観世音菩薩。創立寛永6年（1629年）1月30日
- 伊勢山の屋敷跡（上里見字伊勢山1583番地） 現状は畑。「伊勢山城址」とも呼ばれるが詳細不明。面積は約1000坪で、城跡とも常福寺が移転する前にあった場所とも言われているが、街道を下に見る位置で豪族の住居跡ともいわれている。
- 神山三町の屋台 伝承では、寛延元年（1748年）上里見藩が上里見神山三町に置かれ、城下町になったお祝いで山車（だし）を出すようになったのが起源であるという。山車は各町1台で計三台ある。
- 中里見獅子舞 大干ばつの年、榛名神社（榛名大権現とも）に舞を奉納し雨乞すれば、村に帰りつく前に雨が振る霊験を顕したとされる。
- 雨獅子（上神蕨平）この獅子舞を舞うとき、いつも途中から雨が降ることに由来するとされる。

## 県指定天然記念物
- 「里見の大梨（ナシ）」（上里見字上神）樹齢200年推定。根周11尺、樹高40尺、枝張東西36尺、南北21尺。